# Hawaiigans
De hawaïgans of nene (Branta sandvicensis) is een ganzensoort die endemisch is voor Hawaï en het naburige eiland Maui. Midden jaren 1950 was deze vogel bijna uitgestorven.

## Kenmerken
De hawaïgans is een overwegend bruin gekleurde gans met donkere veren op de kop en hals. De zwemvliezen zijn enigszins gereduceerd en hij loopt veel vloeiender en sneller dan andere ganzen; hij waggelt niet.

## Leefwijze
Zijn leven speelt zich, in tegenstelling tot dat van andere ganzensoorten, grotendeels op het land af. Hij is niet afhankelijk van de nabijheid van water en voedt zich met allerlei besjes, granen en grassen die hij op het land vindt.

## Voortplanting
De gemiddelde nestgrootte bij deze soort is 4 of 5 eitjes, die na ongeveer een maand broeden uitkomen.

## Voorkomen en leefgebied
De néne kwam vroeger in groten getale voor op Hawaï en het naburige eiland Maui. De kleine populatie die uiteindelijk overbleef broedde op spaarzaam begroeide vulkaanhellingen. Het oorspronkelijke leefgebied bestond uit natuurlijke graslanden in de nabijheid van terrein met struikgewas. Hiervan is veel verloren gegaan door omzetting van ongerepte natuur in gebied in agrarisch gebruik.

## Status
Rond 1950 waren er mogelijk nog maar 30 individuen in het wild over. Naast inkrimping van het leefgebied had de populatie sterk te lijden door jacht en predatie van een ingevoerd roofdier, de Indische mangoeste (Herpestes javanicus auropunctatus) en bovendien bleken de ganzen gevoelig voor infecties met Toxoplasma gondii een parasiet die de ziekte toxoplasmose veroorzaakt. Toxoplasma is een eencellige die werd overgebracht door verwilderde katten. Daarnaast eist het autoverkeer een hoge tol; vooral volwassen dieren worden vaak aangereden.
In gevangenschap gefokte vogels zijn in de jaren zestig van de 20e eeuw in hun oorspronkelijke leefgebied op de eilanden Hawaï,  Molokai, Maui en Kauai uitgezet en de soort is nu niet meer in gevaar. Volgens een schatting uit 2011 zijn er 2500 individuen in het wild. Er broedde waarschijnlijk maar hoogstens 500 paar met succes.  BirdLife International schatte in 2021 het aantal volwassen dieren tussen de 1700 en 2200. Het voorplantingsresultaat blijft onder de verwachtingen en daarom is aanvulling met ganzen die in gevangenschap gefokt zijn nog steeds noodzakelijk. Om deze redenen staat deze gans als "gevoelig" op de internationale Rode Lijst van de IUCN.

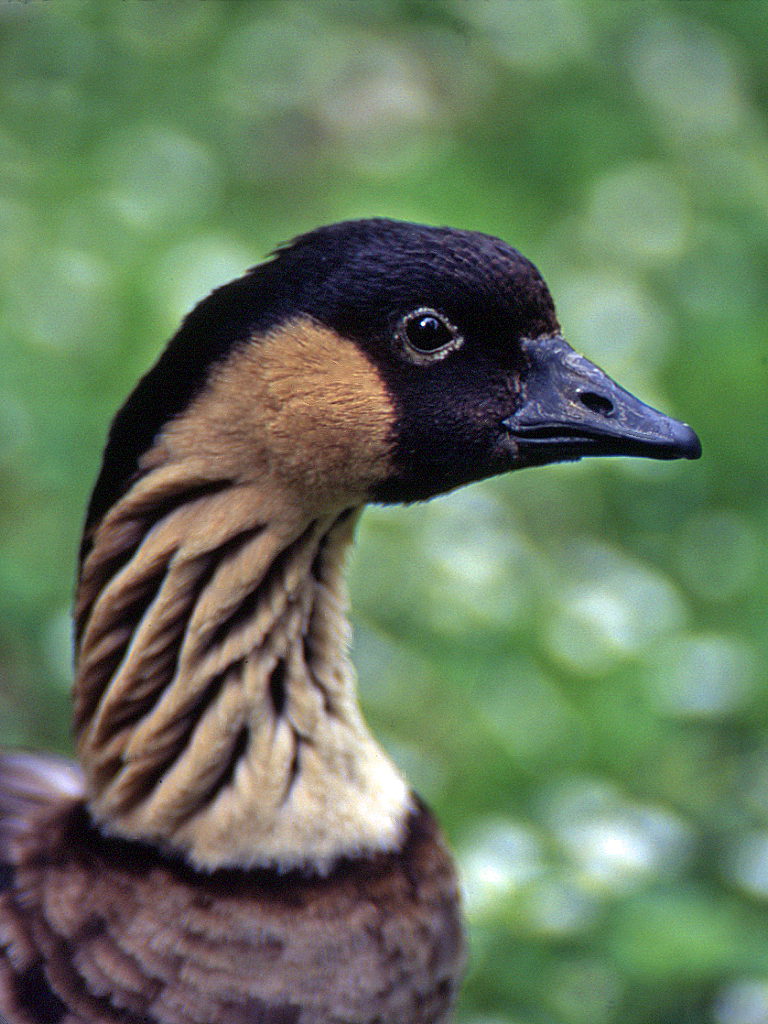
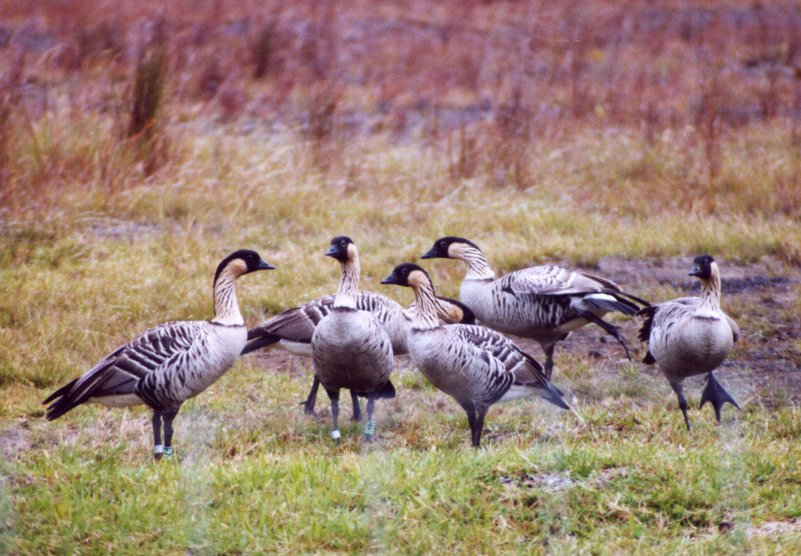